# Сидоров, Дмитрий Иванович
Дми́трий Ива́нович Си́доров (17 мая 1962, Ленинград, РСФСР, СССР — 23 марта 2016, Санкт-Петербург, Россия) — российский режиссёр документального кино.

## Жизнь и творчество
Дмитрий Сидоров родился в Ленинграде в семье литейщика Ивана Ивановича Сидорова и инженера-чертежника Тамары Павловны Сидоровой.
В 1979 году поступил на факультет журналистики Ленинградского ордена Ленина и ордена Трудового Красного Знамени государственного университета им. А. А. Жданова (ЛГУ) и закончил его в 1984 г. по специальности «Журналистика». В университете играл в рок-группе Амальгама, в конце 80-х — в группе Хроника, для которой снял клип на песню "кис-кис, Лапочка".
С 1986 года работал редактором киножурналов на Ленинградской (Санкт-Петербургской) Студии Документальных Фильмов. В 1988 году стал режиссёром той же студии. Учился в 1990 году на курсах повышения квалификации режиссёров документального кино при ВГИК (Москва) и в 1997 году на курсах кинодраматургии в Шведском драматическом институте (Стокгольм).
Во время работы на Санкт-Петербургской Студии Документальных Фильмов создавались многие его картины, в том числе — «Чистая вода» (1993, Приз жюри Международного фестиваля RIENA, Париж, ЮНЕСКО в 1994), которая представляет собой аллегорический рассказ об общественных переменах в России 1990-х годов. Его фильм «Братья Серовы» (1994) является портретом постсоциалистического поколения.
В 1995-1999 годах Сидоров работал в качестве специалиста средств массовой информации для программы Евросоюза TACIS в 12 странах СНГ и в Монголии. В рамках этой программы были созданы более 200 экологических видеотек, а фильмы об экологии транслировались на 120 телеканалах. Тема экологии также отражалась в творчестве Сидорова: его фильм «Премьера ежегодного спектакля» (1995) получил в Копенгагене Приз Принцев за лучший документальный фильм (The Princes’ Award for the Best Audiovisuals on Europe’s Environment).
В своём фильме «Биологическая история» (1997) Сидоров рассматривает отношения между тоталитарной пропагандой и советской природоохранной политикой. В 1997-1998 годах Сидоров работал руководителем программы «Летопись» (Кинохроника) Санкт-Петербургской Студии Документальных Фильмов.
В 1999—2002 годах Сидоров был стипендиатом немецкой Академии изобразительных искусств Карлсруэ (Staatliche Hochschule für Gestaltung Karlsruhe) и учился у профессора Ханса Беллера по специальности медиа-арт/фильм. Совместно с немецким медиа-художником Томасом Хенке создавались фильмы «Die Geschichte des Joseph Wolf» (2001, «История Иосефа Вольфа») и «Die Willingshäuser» (2002, «Жители Виллингсхаузена») - они представлены в киноархиве Томаса Хенке музея Вольфганга Бонхаге в Корбахе, Германия. Фильм «Metamorphosen» (2001, «Метаморфозы») получил приз фестиваля студенческих фильмов в Штутгарте, Германия. 
В 2003 г. Сидоров представил фильм «Взгляды. Феноменология» (2002) на Международном фестивале документального и анимационного кино в Лейпциге. Фильм рассказывает о сложных отношениях между документальной камерой и снимаемым ею человеком, которые разыгрываются на протяжении всей истории документального кино. О пограничных состояниях человека, в которых кинокамера способна уловить саму реальность. Многократно отмеченная наградами картина, по мнению кинокритика Алексея Гусева, должна в обязательном порядке показываться в киноинститутах, чтобы понимать, «Как смотреть» и «Как любить кино».
В 2002—2015 годах Дмитрий Сидоров преподавал в Санкт-Петербургском государственном университете кино и телевидения. Он вёл две мастерские по режиссуре документального кино от момента вступительных экзаменов до защиты дипломов. Один из учеников Сидорова, Дмитрий Калашников, в последний год обучения в его мастерской снял с ним свой «Фильм о любви» (2015).
Последний завершённый фильм Сидорова «За счастьем» (2014, в соавторстве со Светланой Демидовой) получил на кинофестивале «Послание к человеку» в 2015 г. приз им. Павла Когана. Фильм рассказывает о семье, которая 30 лет назад покинула большой город и поселилась в экзотической глуши предгорья Кавказа. Постепенно представления членов семьи о будущем расходятся. Жизнь в раю заходит в тупик.
23 марта 2016 года Дмитрий Сидоров ушёл из жизни. Похоронен в некрополе Комаровского кладбища.

## Фильмография

### Документальные фильмы
- 1989: Будет
- 1990: Advenientes (Приходящие)
- 1991: Троица
- 1991: Клон
- 1991: Песок
- 1991: Путч
- 1992: Зоопарк
- 1992: Новгородская икона
- 1993: Чистая вода
- 1994: Американец
- 1994: Братья Серовы
- 1994: Усилие
- 1995: 50-летие Победы
- 1995: Премьера ежегодного спектакля
- 1996: Оптимисты
- 1997: Биологическая история
- 2000: Беспокойство
- 2001: Metamorphosen («Метаморфозы»)
- 2001: Die Geschichte des Joseph Wolf (совм. с Т. Хенке)
- 2002: Die Willingshäuser («Жители Виллингсхаузена» совм. с Т. Хенке)
- 2002: Взгляды. Феноменология
- 2003: Ястребы аэропорта НН
- 2004: Магия Мозга (телевизионный документальный фильм о Наталье Бехтеревой из 4 частей)
- 2014: За счастьем